# Божиківці
Божи́ківці — село в Україні, у Деражнянській міській громаді Хмельницького району Хмельницької області. Населення становить 707 осіб.

## Історія
П.Н. Батюшков вважав, що село знаходиться там, де в XI столітті стояло місто Божськ, Божський або Бужський, однак немає археологічних знахідок і пам'яток, що підтверджують це. Більш імовірно, що село заселили вихідці з літописного Божська після його загибелі.
Вперше село згадується в "жалувальній" грамоті польського короля Владислава 1436 року, коли він передав село Петрові Одровонджу, згодом у реєстрі 1493 року і в грамоті короля Сигизмунда 1539 року.
На початку 1595 року під час переходу загонів Северина Наливайка з Бару на Летичів у Божиківцях деякий час перебував селянсько-козацький табір.
В 1648 році через село проходили полки Максима Кривоноса - з-під Старокостянтинова й Меджибожа на Бар, Віньківці, Зіньків.
Селяни Божиковець до 1861 року були кріпаками, 3 березня 1866 року община села була викуплена на волю. Майже половина селянських господарств залишилися безземельними, тому змушені були наймитувати або орендувати землю за 50-70% зібраного врожаю.
Дерев'яний храм у Божиківцях був споруджений у 1777 році в ім'я святої Параскеви, але парафія діяла ще раніше, як видно з докментів, що діяли пи церкві (в метричних книгах за 1732 рік). Прихожан в Божиківцях на 1901 рік було 496 чоловіків і 500 жінок. До Божиковецького приходу було приписане село Гоголі.
З 1887 року в Божиківцях існувала церковно-приходська школа. Спочатку була однокласною, згодом розширилась до 3 класів. Поміщику Здиславу Вацлавовичу Колонна-Чесновському належала 1121 десятина землі.
Був вихідцем з Франції, дружина-полячка. Мав три фільварка. В 1901 році побудував маєток, у якому до цього часу знаходиться школа. У володіннях поміщика був млин, цегельня, кузня, конюшня. Невеликий завод (гуральня), побудований 1909 року, виробляв спирт. Пізніше на цьому місці діяв крохмальний завод, у 2000-х роках закритий та повністю зруйнований.
У період першої світової війни все чоловіче населення, придатне до військової служби, мобілізували на фронт. Згодом тут розташовувався 101-й перев'язочний загін. Саме солдати цього загону після жовтневого перевороту разом з частиною селян розгромили панський маєток. 
7 (20) листопада 1917 року, відповідно до Третього Універсалу Української Центральної Ради, увійшло до складу Української Народної Республіки.
У період громадянської війни на території села діяв партизанський загін, який очолював Карпо Казимирович Килимник.
29 жовтня 1921 р. під час Листопадового рейду у Божиківцях зупинилася на ночівлю частина Подільської групи (командувач Михайло Палій-Сидорянський) Армії Української Народної Республіки.
2 лютого 1923 року в селі заснували комуну "Нове життя", але згодом через крадіжки серед членів комуни, її було розформовано, а комунарів виселили. Наколишній гуральні почали виробляти цукерки і повидло. В 1923 році колишній будинок поміщика віддали під школу. В ній було 4 класи, які навчала Надія Василівна Шевчук.У 1926 році  в селі створили комсомольську організацію. Станом на 7 грудня 1926 року в селі було 376 господарств з населенням 1592 чол. У 1929 році в селі засновано колгосп імені Петровського, першим головою був Семен Олексійович Седзюк, на цій посаді він пропрацював 33 роки.
У 1930 році колишню гуральню перебудували в крохмальний завод, першим директором був Т. Чалий, з 1931 до 1960 року - Мендель Абрамович Фурман.
У 1937 році відбувся перший випуск середньої школи, серед випускників був Дмитро Прилюк. В цьому ж році розібрали церкву, закриту ще 1933 року.
На 1939 рік у селі проживало 2024 чоловік населення, в 1940 році у школі навчалося 434 учні, працювало 19 вчителів. Першим директором школи був Василенко, потім-Штернов.

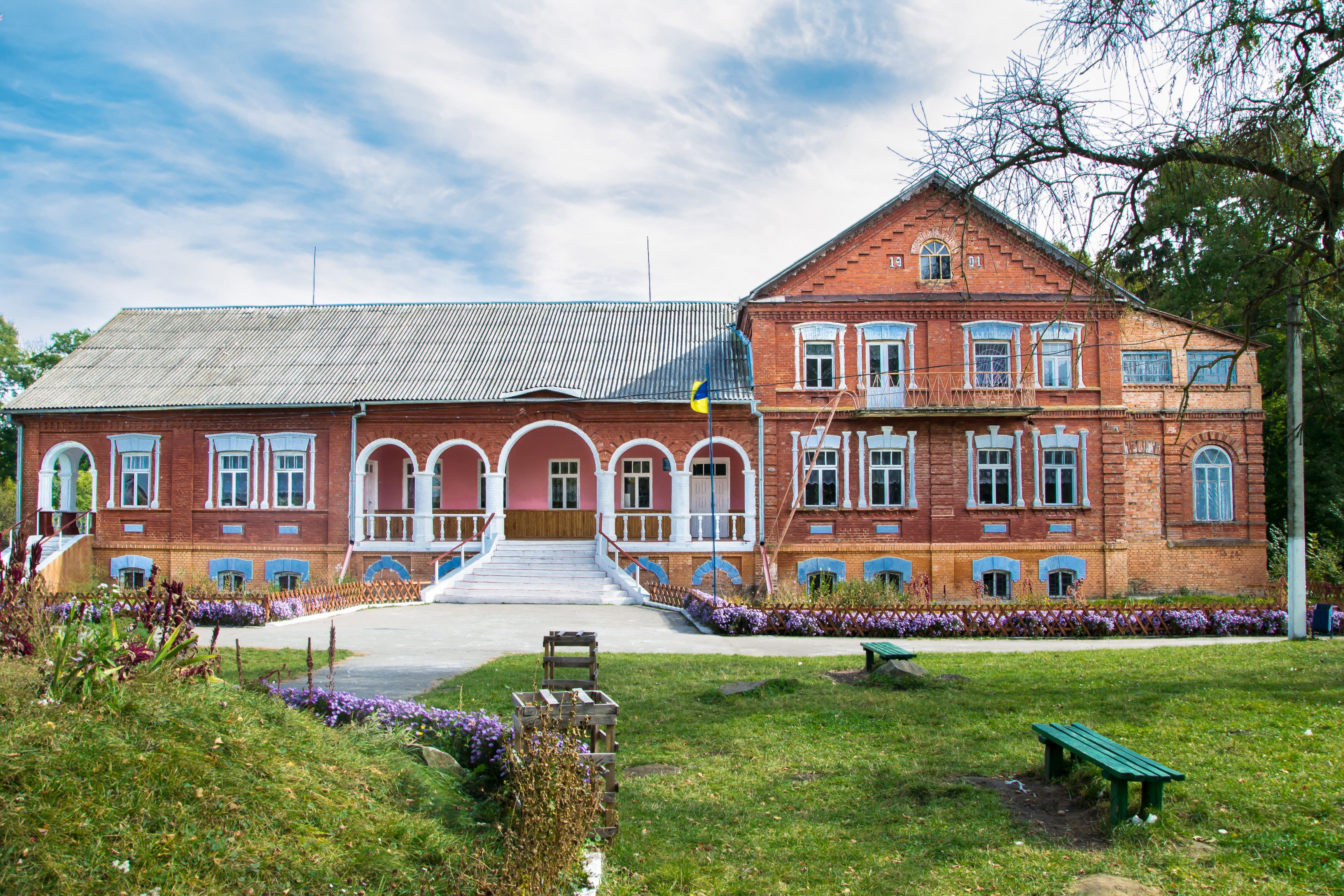
Маєток Колонна-Чесновського, в якому сьогодні розміщений Божиковецький НВК.

Під німецьку окупацію село потрапило 12 липня 1941 року. Школу закрили, понад 200 юнаків і дівчат відправили до Німеччини на примусові роботи. Починаючи з 1942 року, в селі виникають підпільні групи, житель села Нестор Григорович Мельник організував партизанський загін. 25 березня 1944 року радянське військо звільнило село від фашистів. Понад 140 жителів Божиковець загинули в боях на фронтах війни.
У післявоєнні роки в колгоспі побудували муровані приміщення корівників-10, свинарників-5, курятників-3, качатник, кролятник., триповерховий млин-питель, будинок культури, майстерні тракторного стану, дитячі ясла, винний цех, автогараж, склад мінеральних добрив, радіовузол, кукурудзосушилку та інше. У 1963 році на площі 83 гектари заклали фруктовий сад. У серпні 1963 року почало діяти автобусне сполучення з Летичевом. В селі діяв пологовий будинок, медамбулаторія, яка славлась рефлекторним лікуванням (завідувач М.Б. Янківський). Колгосп в різні часи  очолювали І.Таран, І.П.Паюк, М.В.Гладій, І.М. Король.
В 1990 році в селі спорудили асфальтний завод. 8 вересня 1992 року на базі місцевого колгоспу було створено асоціацію кооперативів імені Петровського, до якої входили села Радянське і Шелехове. 17 березня 1998 року в селі створено товариство з обмеженою відповідальністю "Відродження", яке очолив Василь Володимирович Киба. В подальшому підприємство збанкрутувало, майно було продане або передане в оренду.
12 червня 2020 року, відповідно до розпорядження Кабінету Міністрів України № 727-р «Про визначення адміністративних центрів та затвердження територій територіальних громад Хмельницької області», увійшло до складу Деражнянської міської громади.
19 липня 2020 року, в результаті адміністративно-територіальної реформи та ліквідації Деражнянського району, село увійшло до складу Хмельницького району.

## Населення
Згідно з переписом УРСР 1989 року чисельність наявного населення села становила 1072 особи, з яких 475 чоловіків та 597 жінок.
За переписом населення України 2001 року в селі мешкало 1006 осіб.

### Мова
Розподіл населення за рідною мовою за даними перепису 2001 року:
| Мова       | Відсоток |
| ---------- | -------- |
| українська | 97,02 %  |
| російська  | 2,19 %   |
| вірменська | 0,50 %   |
| єврейська  | 0,20 %   |

## Пам'ятки
В селі знаходиться єдиний в Україні пам'ятник учителю-мислителю. Пам'ятник стоїть на території сільської школи. Автор, наш односельчанин відомий київський скульптор, член Спілки художників Василь Корчовий.
Маєток Колонна-Чесновського збудований 1901 року з червоної цегли.

## Відомі люди
- Прилюк Дмитро Михайлович (*8 листопада 1918, Божиківці — †1987) — український публіцист, письменник, педагог, один з фундаторів українського журналістикознавства, професор Київського державного університету.
- Олійник Борис Степанович (*1932, Божиківці—†1999) — громадський і політичний діяч, заслужений працівник транспорту України. З 1980 по 1999 очолював Південно-Західну залізницю, у 1991—1993 — президент Укрзалізниці.
- Ковальська (Гуменюк) Неоніла Володимирівна (1957) — поетеса, має у своєму творчому доробку три поетичні збірки «На рубежі життя», «Яблунева заметіль».та «Народжені серцем». А також збірочку дитячих віршів «Роботи в сонечка багато». У 2018 році побачила світ збірочка віршів та загадок для дітей «Кольорові сни» у співавторстві із Олегом Требухівським (Гарником). Напочатку 2020 року вийшла збірка пісень та співаної поезії «Пісенний дивосвіт». Друкувалась у хрестоматії «Літературними стежками Летичівщини» та альманахах «Мати»[7], «Дух землі», «Магія кохання», «Сонячна палітра», «Україні присвячую», «Галактика любові», « Скарбниця мудрості», « Серце Європи», «Я дякую тобі», «Думки романтика», "Колиска роду, « З Україною в серці», «Гармонія», «Так ніхто не кохав», «Оберіг» та часописі «Барви». А також у Антології української сучасної літератури та Енциклопедії сучасної літератури.
- Корчовий Василь Іванович (нар. 1962) — скульптор. Заслужений художник України (2013). Ґран-Прі Всеукраїнського трієнале скульптури (Київ, 2005). Член Національної Спілки Художників України (1989). Закін. Київ. худож. ін-т (1989; майстерня М. Вронського). Учасник всеукраїнських мистецьких виставок від 1990-х рр. Персональні виставки — у Києві (2005), Львові (2008), Хмельницькому (2009). Працює у галузях станкової і монументальної реалістичної скульптури; займається також різьбленням на дереві, інтер'єрними та архітектурними проектами, портретним і пейзажним живописом.

## Галерея

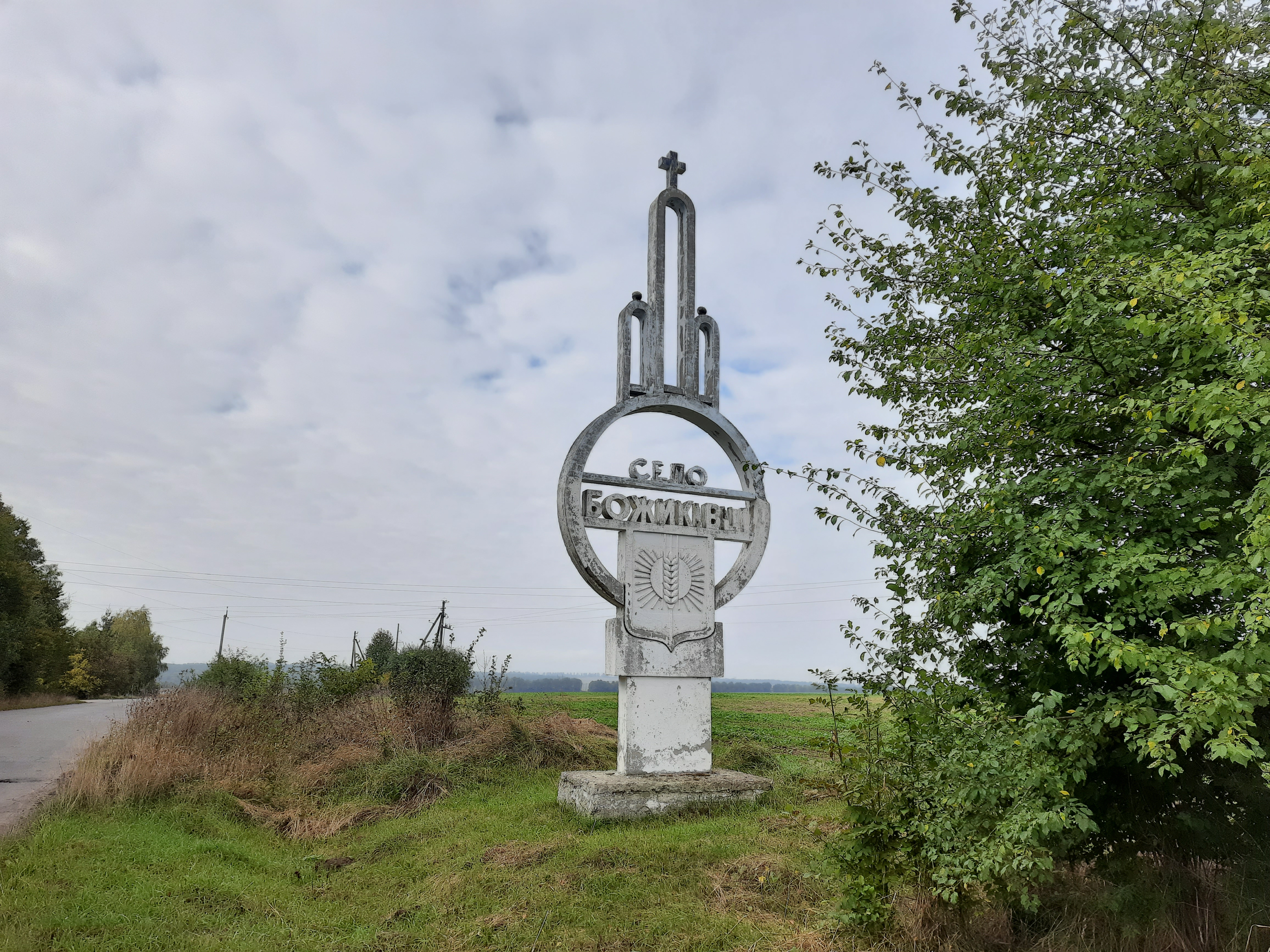
Стела при в'їзді в село
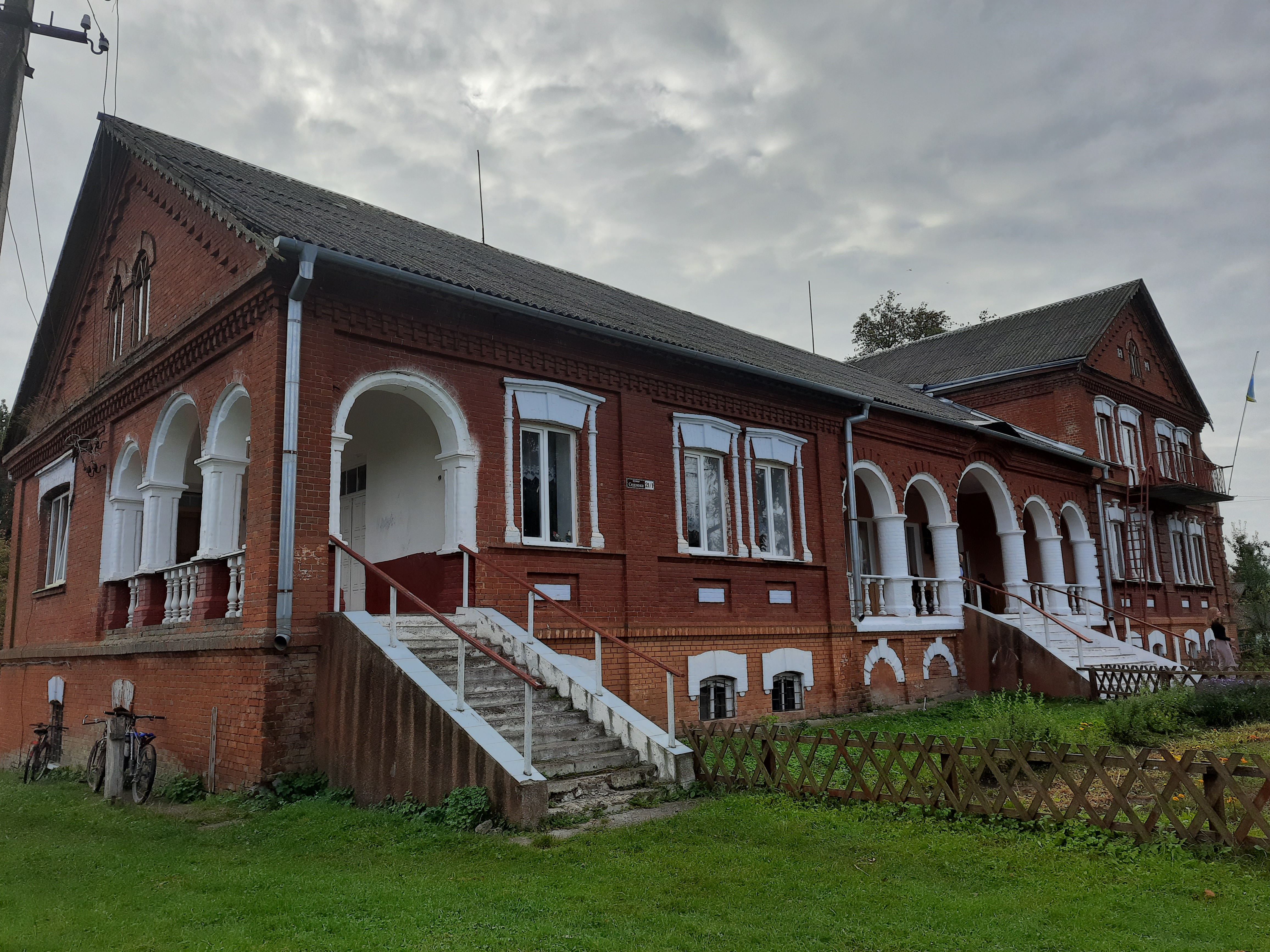
Садибний будинок Колонна-Чесновського
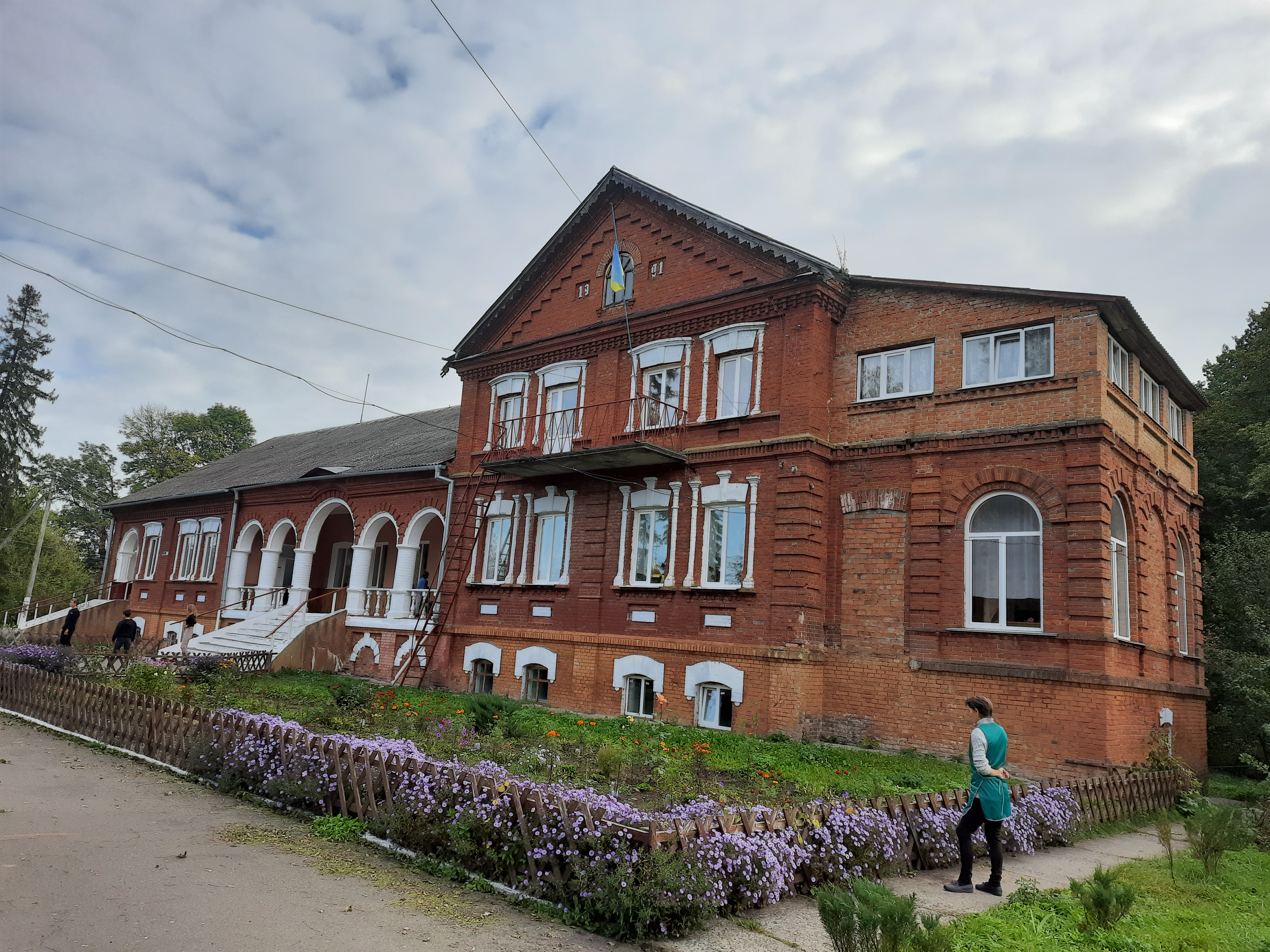
Садибний будинок Колонна-Чесновського
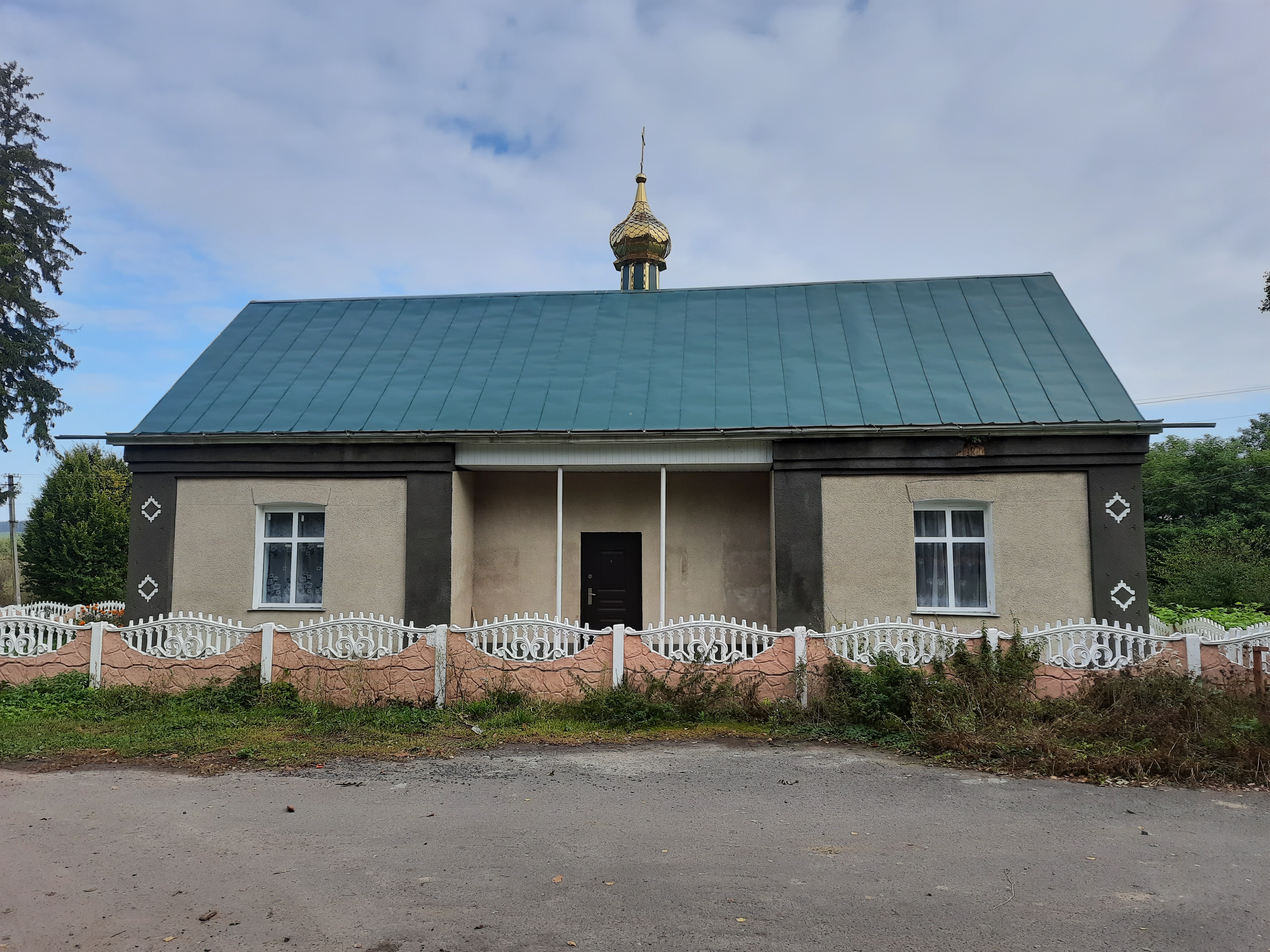
Сільська церква
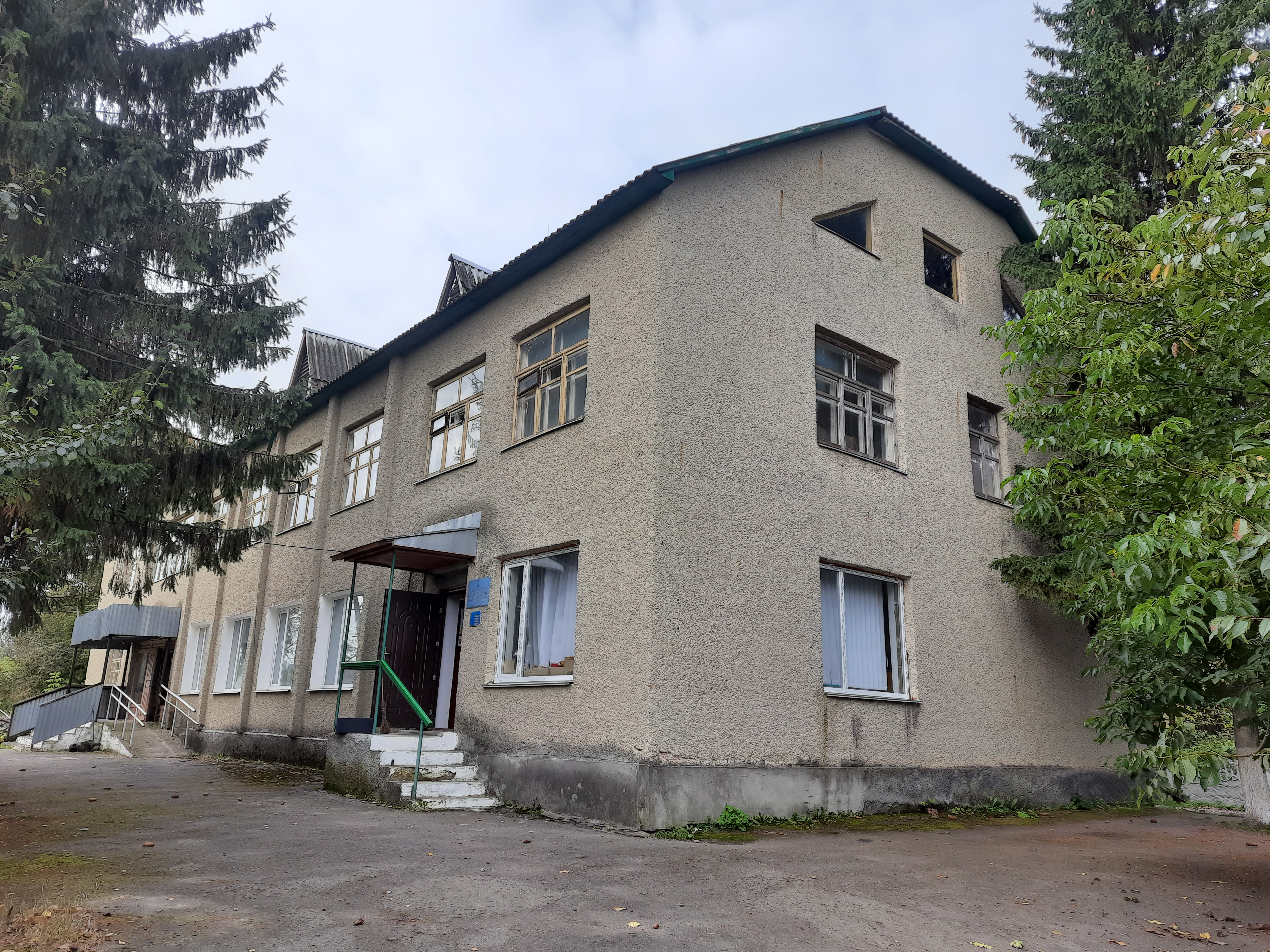
Адмінбудівля
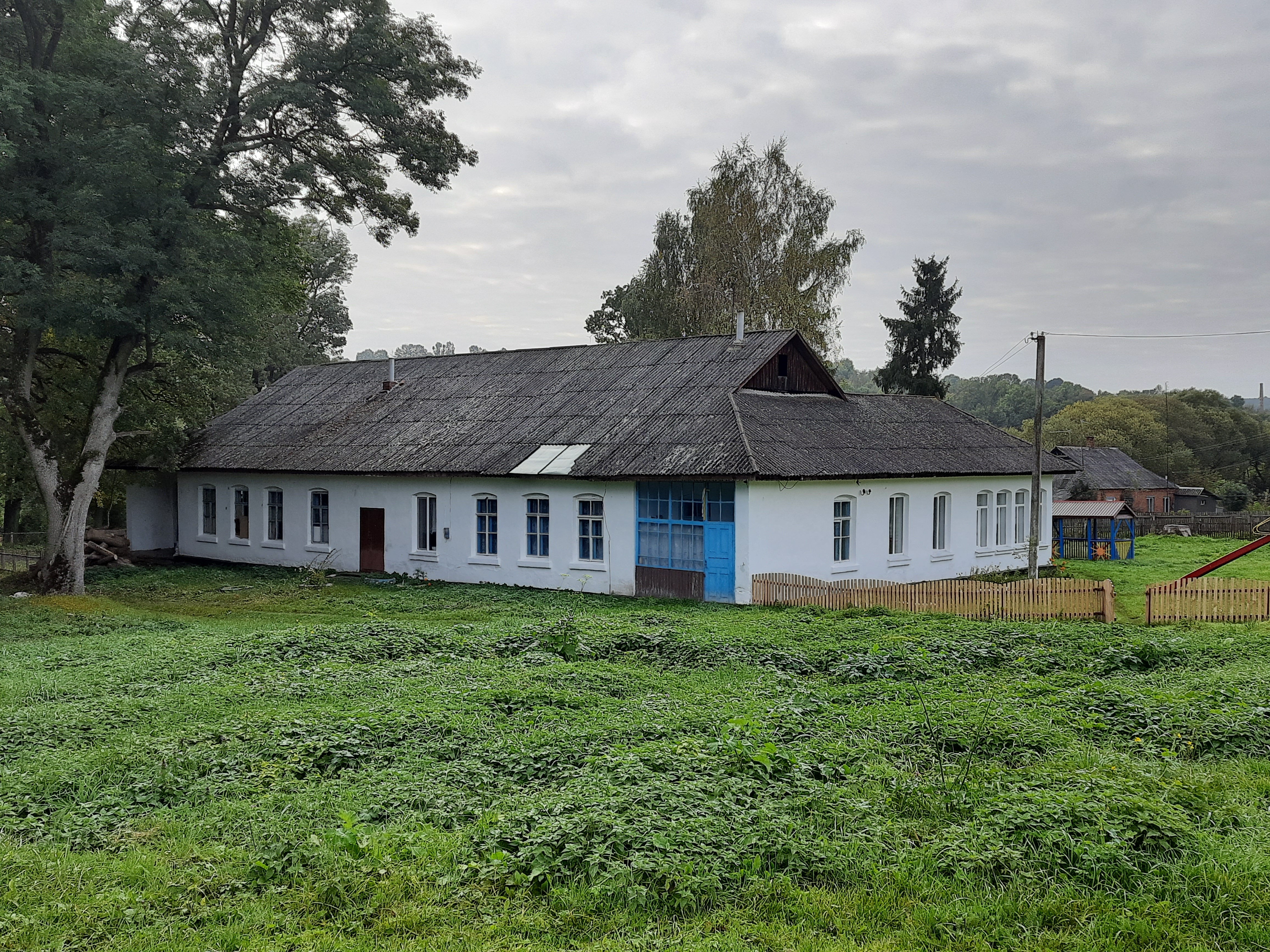
Будівля колишнього дитячого садка
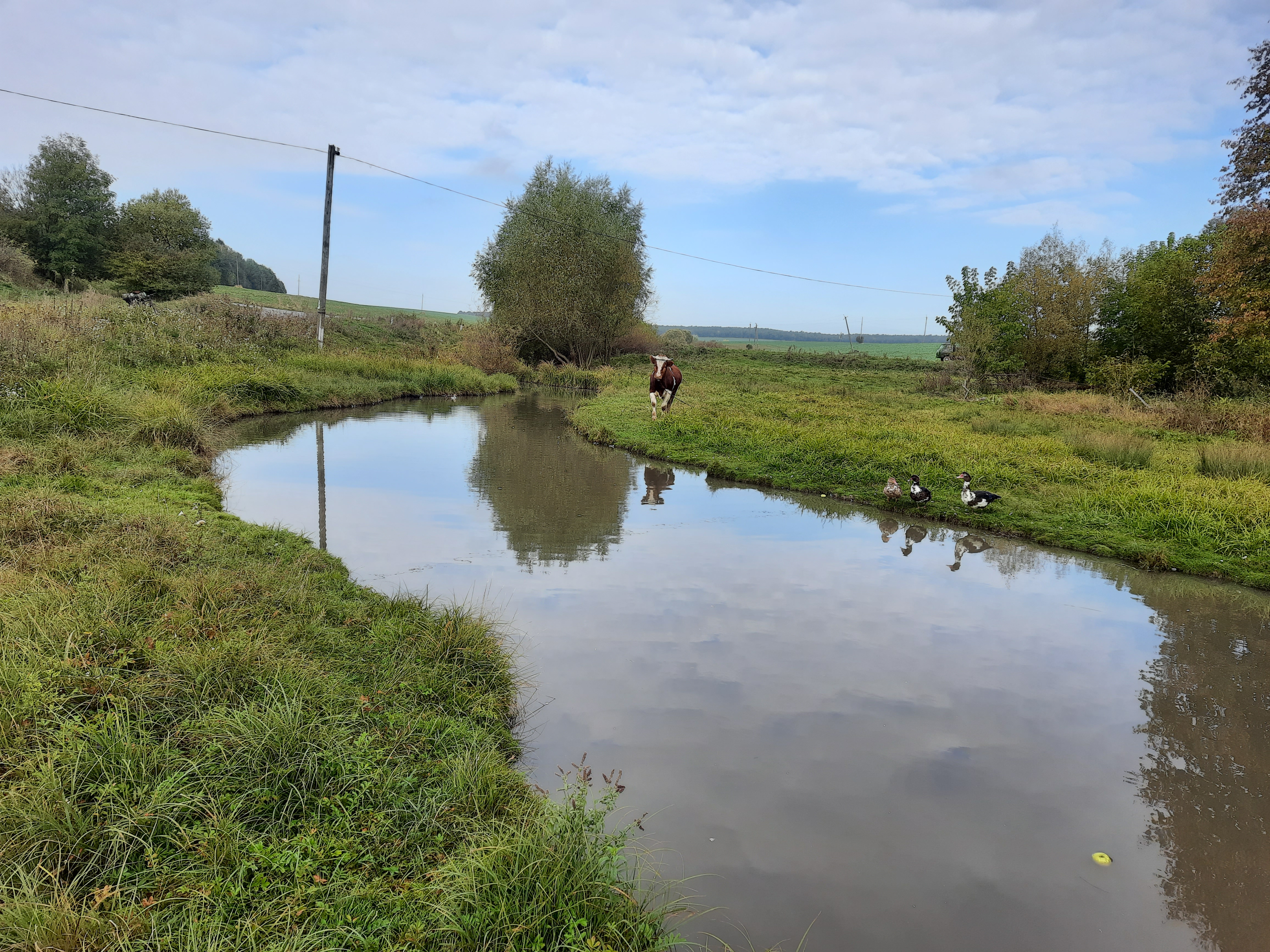
Ставок біля села